# St. Johannes Baptist (Legnica)

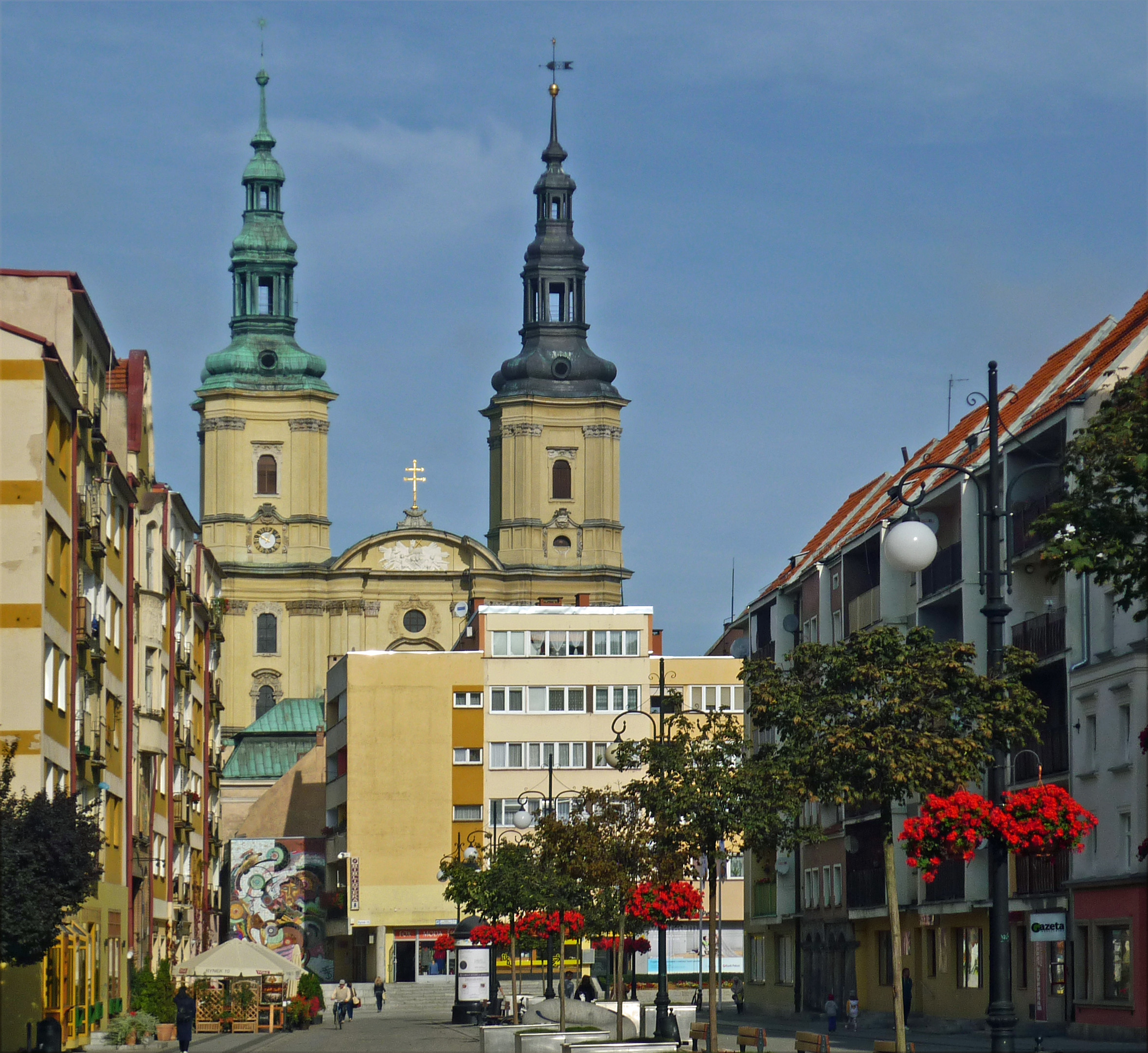
Blick vom Ring auf die Johanneskirche

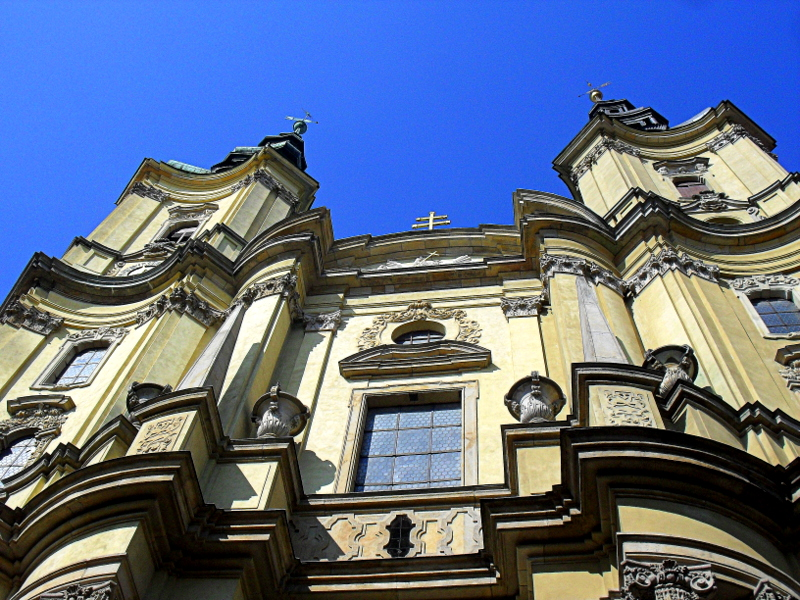
Detailaufnahme der Fassade

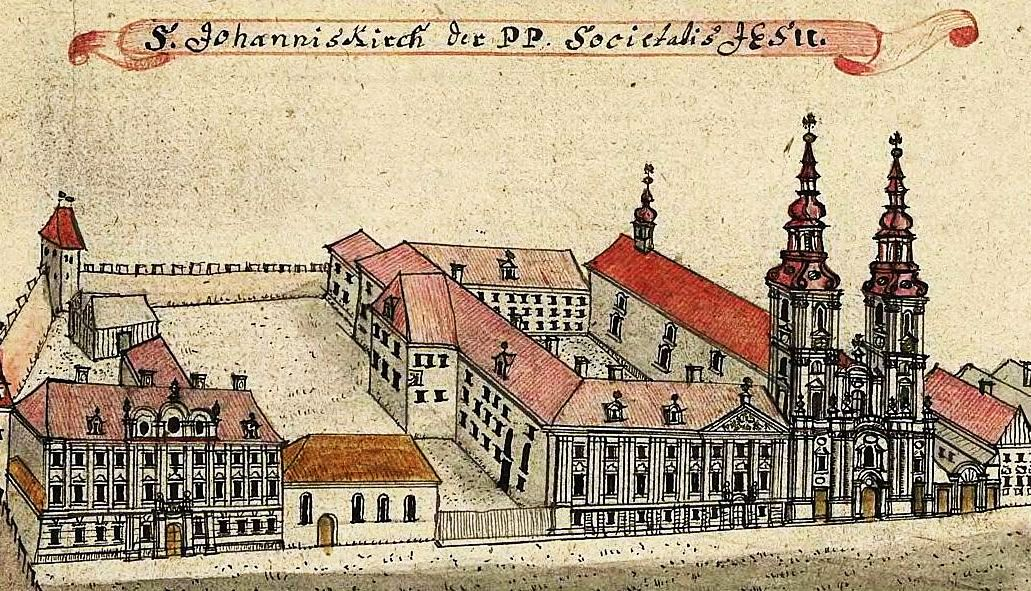
Zeichnung um 1750 von Friedrich Bernhard Werner

Die Kirche St. Johannes Baptist (auch Johanniskirche bzw. Johanneskirche, polnisch Kościół św. Jana Chrzciciela) ist eine römisch-katholische Kirche in der niederschlesischen Stadt Legnica (Liegnitz). Sie liegt in der Altstadt, nordwestlich des Rings an der ulica Ojców zbigniewa i michała.

## Geschichte
Ein erstes Kirchengebäude stand bereits im 11. Jahrhundert an gleicher Stelle. Um 1284 wurde die Kirche samt dem angrenzenden Kloster den Franziskanern übergeben. Ab 1294 wurde der Bau durch eine gotische Kirche ersetzt. Beim großen Stadtbrand von 1338 wurde die Kirche zerstört. Unter dem Liegnitzer Herzog Wenzel I. wurde die Kirche ab 1341 wiederaufgebaut und erweitert. Während der Reformation kam die Kirche ab 1522 in den Besitz der Protestanten. Prediger war damals Johann Sigismund Werner, der ein Anhänger des Caspar Schwenckfeld war. Ab 1566 gehörte sie den Calvinisten und ab 1629 wieder den Lutheranern.
1677–1679 wurde das Mausoleum der Schlesischen Piasten als Stiftung der Herzogin Luise von Anhalt-Dessau errichtet. Die Figuren, unter ihnen der letzte Herzog Georg Wilhelm († 1675), schuf Mathias Rauchmiller. 1695 wurde die Kirche den Jesuiten übergeben.
Ein erster Entwurf für den Neubau der Kirche entstand um 1700, der aber verworfen wurde. Zunächst entstand 1700–1706 das Jesuitenkollegium westlich angrenzend unter dem Breslauer Baumeister Johann Georg Knoll in Zusammenarbeit mit Martin Frantz. 1714–1720 wurde ein Neubau im Stil des Barock errichtet. Als Vorbild diente die Kirche St. Nikolaus in Prag. Der Bau wurde vermutlich nach Entwurf von Christoph Dientzenhofer und dessen Sohn Kilian Ignaz Dientzenhofer durchgeführt.
1744 stürzte ein Teil des Gewölbes ein. Nach Aufhebung des Jesuitenordens 1773 verfiel das Gotteshaus. 1793 stürzten das Dach und das Gewölbe ein. 1801–1824 wurde das Gotteshaus wieder aufgebaut und anschließend als katholische Pfarrkirche der Stadt Liegnitz genutzt.
1947 wurden die Kirche und das angrenzende Kloster von den Franziskanern übernommen. In den 1960er Jahren wurde die Kirche umfassend saniert. Seit 1992 gehört die Kirche zum neu errichteten Bistum Legnica.

## Architektur
Die Kirche besitzt einen rechteckigen Grundriss mit einem halbkreisförmigen Presbyterium nach Norden. Die Hauptfassade wird von zwei Türmen geprägt.